# البطولة الوطنية المجرية 1925–26
البطولة الوطنية المجرية 1925–26 (بالمجرية: 1925–1926-os magyar labdarúgó-bajnokság)‏ هو الموسم 23 من  البطولة الوطنية المجرية. أشرف على تنظيمه اتحاد المجر لكرة القدم، وكان عدد الأندية المشاركة فيه  12، وفاز فيه نادي فيرينتسفاروشي.